# تغريد حكمت
تغريد حكمت وُلِدَت عام 1945م، وهيَ قاضية أُردِنِيَّة مُتقاعدة. كانَت أول قاضِية في الأُردن عِندما بَدأت في عام 1998م. بالإضافة إلى كونها قاضِية في المحكمة الجنائية الدولية لرواندا ما بين (2003-2011)م.

## المهنة
وُلِدَت حِكمت في الزَّرقاء في عام 1945م. دَرَسَت القانون في جامعة دمشق بين (1969-1973)م. في عام 1982م بَدَأت العَمَل كَمُحامِيَّة تُمَثِّل العُمَلاء أمامَ المَحاكِم. وفي عام 1996م، أصَبَحَت مُساعِدَة للنائِب العام للحقوق المدنية. وفي عام 1998م عُيِّنَت قاضية في محكمة الاستئناف. ما جَعَلَها أوَّل امراة قاضية في الأردن. ما بين (2002-2003)م أصبحت قاضية في المَحكَمة الجِنائِيَّة العُليا.
وفي حزيران/يونيو 2003 أصبَحَت واحِدَة من 18 قاضياً انتخَبَتهم الجَمعِيّة العامة للأمم المتحدة للعَمَل كَمتخصص في المحكمة الجنائية الدولية لرواندا. () في أيلول/سبتمبر من العام الذي تلاه، عَيَّنَها كوفي عنان الأمين العام للأمم المتحدة وقاضِيَة مُؤقتة في المَحكَمة. () كانَت حِكمت قاضِية في محكمة رواندا حتى عام 2011م، وقاضية رئيسية من (2009-2010)م.
كانَت حِكمت عُضواّ في مجلس الشيوخ في الأردن في الدَّورة السادسة والعشرون. () وانتقدت الأحزاب السياسية الأردنية لِقِيامِها ببرامج سِياسِيَّة سَطحِية لا تَستَهدِف سوى النِّساء لِلِحصول على أصواتِهن. وأشارَت المُنظمة إلى العَديد من التَّحديّات التي تواجه المشاركة السياسية للمرأة في الأردن، بما في ذلك نظام السلطة الأبوية، والآراء النمطية بشأن دور الجنسين، وانعدام الاستقلال الاقتصادي عن الرجل.